# Miss Grand International
Miss Grand International is een internationale missverkiezing die bestaat sinds 2013. Het evenement wordt georganiseerd door de Miss Grand International Organization.

## Algemeen
De huidige Miss Grand International-verkiezing is een jaarlijkse schoonheidswedstrijd die voor het eerst werd gehouden in 2013. Van 2013 tot 2015 werd de verkiezing georganiseerd in het Thaise Bangkok. In 2016 werd de verkiezing voor het eerst buiten Thailand georganiseerd: de Verenigde Staten mochten de internationale schoonheden verwelkomen. De daaropvolgende jaren zou de verkiezing verschillende landen bezoeken: Vietnam (2017), Myanmar (2018) en Venezuela in 2019.

## Winnaressen
| Jaren | Miss Grand International | Lands                  | Plaats                      | Kandidaten |
| ----- | ------------------------ | ---------------------- | --------------------------- | ---------- |
| 2013  | Janelee Chaparro         | Puerto Rico            | Bangkok, Thailand           | 71         |
| 2014  | Lees Garcia              | Cuba                   | Bangkok, Thailand           | 85         |
| 2015  | Anea Garcia              | Dominicaanse Republiek | Bangkok, Thailand           | 77         |
| 2015  | Claire Elizabeth Parker  | Australië              | Bangkok, Thailand           | 77         |
| 2016  | Ariska Putri Pertiwi     | Indonesië              | Las Vegas, Verenigde Staten | 74         |
| 2017  | María José Lora          | Peru                   | Phu Quoc, Vietnam           | 77         |
| 2018  | Clara Sosa               | Paraguay               | Yangon, Myanmar             | 75         |
| 2019  | Valentina Figuera        | Venezuela              | Caracas, Venezuela          | 60         |
| 2020  | Abena Appiah             | Verenigde Staten       | Bangkok, Thailand           | 63         |
| 2021  | Nguyễn Thúc Thùy Tiên    | Vietnam                | Bangkok, Thailand           | 59         |
| 2022  | Isabella Menin           | Brazilië               | Jakarta, Indonesië          | 68         |
| 2023  | Luciana Fuster           | Peru                   | Ho Chi Minhstad, Vietnam    | 69         |
| 2024  | Rachel Gupta             | India                  | Bangkok, Thailand           | 68         |

## België, Nederland en Suriname in Miss Grand International
Kleurcode
-  Winnaar (W)
-  Finalisten (F)
-  Halvefinalisten (HF)

### België
Karolien Termonia was in 2013 de eerste Belgische deelneemster bij de Miss Grand International-verkiezingen. België heeft nooit halvefinalisten (HF) en finalisten (F) voortgebracht.
| Jaren | Miss Grand België (Miss Grand Belgium) | Hoogte                          | Leeftijd                        | Woonplaats                      | Resultaat                       | Speciale prijs                  |
| ----- | -------------------------------------- | ------------------------------- | ------------------------------- | ------------------------------- | ------------------------------- | ------------------------------- |
| 2020  |                                        |                                 |                                 |                                 |                                 |                                 |
| 2019  | Geen nationale vergunninghouder        | Geen nationale vergunninghouder | Geen nationale vergunninghouder | Geen nationale vergunninghouder | Geen nationale vergunninghouder | Geen nationale vergunninghouder |
| 2018  | Elisabeth Moszkowicz                   | 170 cm                          | 26                              | Brussel                         |                                 |                                 |
| 2017  | Rachel Nimegeers                       | 172 cm                          | 21                              | Brussel                         |                                 |                                 |
| 2016  | Kawtar Riahi Idrissi                   | 182 cm                          | 21                              | Ninove                          |                                 |                                 |
| 2015  | Rana Ozkaya                            | 177 cm                          | 18                              | Brussel                         |                                 |                                 |
| 2014  | Sarah Karin François De Groof          |                                 | 23                              | Brussel                         |                                 |                                 |
| 2013  | Karolien Termonia                      |                                 | 26                              | Brussel                         |                                 |                                 |

### Nederland
| Jaren | Miss Grand Netherland          | Hoogte | Leeftijd | Woonplaats     | Resultaat | Speciale prijs |
| ----- | ------------------------------ | ------ | -------- | -------------- | --------- | -------------- |
| 2023  | Melissa Bottema                | 174 cm | 23       | Winsum         | TOP 10    |                |
| 2022  | Marit Beets                    | 171 cm | 22       | Volendam       |           |                |
| 2021  | Nathalie Mogbelzada            | 174 cm | 24       | Amsterdam      | TOP 12    |                |
| 2020  | Suzan Lips                     | 168 cm | 27       | Berkel-Enschot |           |                |
| 2019  | Margaretha Emma de Jong        | 177 cm | 22       | Eestrum        |           |                |
| 2018  | Kimberley Anna Helena Xhofleer | 172 cm | 24       | Sint Maarten   |           |                |
| 2017  | Kelly Van Den Dungen           | 176 cm | 26       | Noord-Brabant  | TOP 20    |                |
| 2016  | Floor Masselink                | 173 cm | 21       | Groningen      |           |                |
| 2015  | Shauny Wilhelmina Bult         | 180 cm | 23       | Noord-Brabant  | TOP 20    |                |
| 2014  | Francis Everduim               |        | 18       | Zwolle         |           |                |
| 2013  | Talisa Wolters                 |        | 22       | Borne          | TOP 20    |                |

#### Vertegenwoordigers van Aruba en Curaçao
Aruba nam ooit deel aan Miss Grand International 2016 in de Verenigde Staten, Chimay Damiany Ramos, behaalde de derde plaats van Miss Aruba en mocht dat jaar de vertegenwoordiger bij de Miss Grand International-wedstrijd zijn. Zij behaalde de halve finale niet. Curaçao nam in 2014 en 2019 deel aan de competitie door respectievelijk Silvienne Winklaar en Liane Bonofacia, maar ze kwamen niet in aanmerking voor de Top 20.

### Suriname
| Jaren | Miss Grand Suriname             | Hoogte                          | Leeftijd                        | Woonplaats                      | Resultaat                       | Speciale prijs                  |
| ----- | ------------------------------- | ------------------------------- | ------------------------------- | ------------------------------- | ------------------------------- | ------------------------------- |
| 2019  | Geen vertegenwoordiger          | Geen vertegenwoordiger          | Geen vertegenwoordiger          | Geen vertegenwoordiger          | Geen vertegenwoordiger          | Geen vertegenwoordiger          |
| 2018  | Safina Arva Barsatie            |                                 | 25                              | Amsterdam                       |                                 |                                 |
| 2017  | Geen nationale vergunninghouder | Geen nationale vergunninghouder | Geen nationale vergunninghouder | Geen nationale vergunninghouder | Geen nationale vergunninghouder | Geen nationale vergunninghouder |
| 2016  | Daryola Shaista Brandon         |                                 | 20                              | Paramaribo                      |                                 |                                 |
| 2015  | Svetoisckia Kross Brunswijk     |                                 | 18                              | Paramaribo                      |                                 |                                 |
| 2014  | Tashana Lösche                  |                                 | 25                              | Paramaribo                      |                                 |                                 |